# Ejército del Centro (1808)
El Ejército del Centro fue una agrupación de los ejércitos españoles formada en 1808, a comienzos de la guerra de la Independencia española. Fue formado por las cuatro divisiones de Andalucía bajo el mando de Castaños, junto con las divisiones de Castilla bajo el mando de Cuesta, las de Extremadura y las de Valencia y Murcia que entraron en Madrid bajo el mando de González Llamas.
A fecha de 11 de enero de 1809, el Ejército del centro tenía disponible y efectiva a 20 505 tropa y oficiales, de una fuerza total de 30 097 hombres siendo sus mandos el mariscal de campo el duque de Albuquerque (al mando de la Vanguardia); el teniente general el marques de Coupigny, al mando de la 1ª División; el mariscal de campo, el conde de Orgaz, al mando de la 2ª División, y el teniente general Manuel de Lapeña al mando de la Reserva.

## Formación
Tras la victoria del general Castaños en la batalla de Bailén en julio de 1808, el saqueo de Bilbao el 16 de agosto por parte de la tropa mandada por el general Merlin causó gran descontento en la población, descontento dirigido a las Juntas y los generales.
El día 5 de septiembre se convocó un consejo de guerra al cual asistieron los generales Cuesta; Castaños; González Llamas, la Peña, el duque del Infantado (en representación del general Blake) y otro oficial desconocido en representación de Palafox. Cuesta, como mando más alto, intentó, infurtuosamente, convencer a Castaños unirse a él en formar una junta militar al margen de la Juntas. Intentó, asimismo, convencer a los demás generales a nombrarle comandante en jefe y ante su negativa, abandonó la reunión.
El 10 de noviembre, la Junta Suprema Central publicó su manifiesto, con fecha de 28 de octubre de 1808, y en el cual, además de otras declaraciones, declaró su intención de formar un ejército formado por una tropa de 500 000 hombres, además de una caballería de 50 000 hombres. El manifiesto organizaban a los distintos cuerpos y regimientos existentes en cuatro grandes cuerpos bajo el control de una Junta Central de Guerra presidida por Castaños. Al comenzar la contienda, los ejércitos españoles estuvieron nombrados según las provincias en las que habían sido formados. Sin embargo, una vez entregado su mando a la Junta Central, se les denominaban, entre noviembre de 1808 y diciembre de 1810, según las frentes en las que operaban.
- Ejército del Centro.
- Ejército de la izquierda, formado por el Ejército de Galicia, bajo Blake (al cual se había incorporado la División del Norte del general La Romana),[1] el Ejército de Asturias bajo Acevedo).
- Ejército de la derecha o Ejército de Cataluña,[1] formado por las divisiones de Portugal, Mallorca, Granada, Aragón y Valencia.[1]
- Ejército de Reserva, formado por las divisiones de Palafox, Saint March y O'Neill.

Había, sin embargo, variaciones y modificaciones constantes, tanto en sus configuraciones como en sus mandos. Así, el ejército de Estremadura no llegó a unirse por completo al Ejército del centro como estaba previsto, aunque en noviembre de 1808, dos de sus divisiones participaron en Burgos y otros tropas en Somosierra. Poco después, con Cuesta al mando, en enero de 1809, volvieron a denominarse el Ejército de Estremadura.

## Batallas
Entre otras contiendas, unidades del Ejército del Centro participaron en las siguientes acciones:
- Batalla de Lerin (25-27 de octubre de 1808)[2]
- Batalla de Uclés (13 de enero de 1809)[2]
- Batalla de Ciudad Real (26-27 de marzo de 1809)
- Batalla de Ocaña (19 de noviembre de 1809).[4] El general Areizaga contaba con 52 000 soldados, 6000 caballos y 35 piezas de artillería.[5] Tras su derrota, y siguiendo las órdenes de la Junta Central desde Sevilla, replegó a sus 20 000 hombres a posiciones en Sierra Morena para cerrar el paso hacia Andalucía.[6]

## Comandantes en jefe
Entre sus generales en jefe se encontraban José de Urbina, conde de Cartaojal, Francisco de Eguía, Pedro Agustín Giron y Juan Carlos Areizaga.
En agosto de 1812, Giron, hasta entonces comandante general del Ejército del Centro, fue nombrado comandante del Ejército de Cataluña. Poco después, el 22 de septiembre de 1812, Arthur Wellesley, duque de Ciudad-Rodrigo (Wellesley no sería nombrado duque de Wellington hasta 1814), fue nombrado «General en gefe [sic] de todas las tropas españolas de la Península».